# Japan Soccer League Cup 1979
La Japan Soccer League Cup 1979 è stata la quarta edizione del torneo calcistico organizzato dalla Japan Soccer League, massimo livello del campionato giapponese di calcio.
A partire da quell'edizione fu adottato il formato in uso fino alla scomparsa del torneo, con le 20 squadre che si affrontano in gare ad eliminazione diretta, che si svolgono a luglio.

## Risultati

### Primo turno
Le gare del primo turno preliminare si sono disputate tra il 15 e il 19 luglio 1979.
| Squadra 1         | Risultato | Squadra 2     |
| ----------------- | --------- | ------------- |
| Kofu Club         | 1 - 2     | Nippon Steel  |
| Yanmar Diesel     | 5 - 0     | Toshiba       |
| Furukawa Electric | 2 - 0     | Nippon Kokan  |
| Toyo Kogyo        | 1 - 2     | Mitsubishi HI |

### Ottavi di finale
Le gare degli ottavi di finale si sono disputate tra il 21 luglio.
| Squadra 1     | Risultato            | Squadra 2         |
| ------------- | -------------------- | ----------------- |
| Toyota Motors | 1 - 1 5 - 4 (d.c.r.) | Nippon Steel      |
| Teijin        | 1 - 2                | Fujitsu           |
| Yamaha Motors | 3 - 1                | Nissan Motors     |
| Yanmar Diesel | 1 - 2                | Yomiuri           |
| Honda Motor   | 0 - 1                | Furukawa Electric |
| Tanabe Pharma | 0 - 4                | Hitachi           |
| Fujita Kogyo  | 2 - 0                | Sumitomo Metals   |
| Mitsubishi HI | 1 - 0                | Yanmar Club       |

### Quarti di finale
Le gare dei quarti di finale si sono disputate tra il 22 luglio. Delle otto squadre qualificate, Yamaha Motors e Fujitsu militano nel secondo raggruppamento della Japan Soccer League.
| Squadra 1         | Risultato | Squadra 2     |
| ----------------- | --------- | ------------- |
| Toyota Motors     | 1 - 2     | Fujitsu       |
| Yamaha Motors     | 2 - 4     | Yomiuri       |
| Furukawa Electric | 2 - 1     | Hitachi       |
| Fujita Kogyo      | 0 - 3     | Mitsubishi HI |

### Semifinali
Le gare di semifinale si sono disputate tra il 28 luglio. Delle quattro squadre qualificate, il Fujitsu milita nel secondo raggruppamento della Japan Soccer League.
| Squadra 1     | Risultato            | Squadra 2         |
| ------------- | -------------------- | ----------------- |
| Fujitsu       | 3 - 3 3 - 4 (d.c.r.) | Yomiuri           |
| Mitsubishi HI | 2 - 2 4 - 5 (d.c.r.) | Furukawa Electric |

### Finale
L'incontro di finale del torneo si svolse a Osaka il 29 luglio 1979: per lo Yomiuri è la prima finale, mentre per il Furukawa Electric è la seconda finale disputata.
| Osaka 29 luglio 1979, ore 14:00 UTC+9                       | Yomiuri   | 3 – 2       | Furukawa Electric | Nagai Stadium |
| \| \| \| \| \| Ramos Otomo , \| Marcatori \| Maeda Nagai \| |           |             |                   |               |
|                                                             |           |             |                   |               |
| Ramos Otomo ,                                               | Marcatori | Maeda Nagai |                   |               |